# Zvezdan Mitrović
Zvezdan Mitrovic (Montenegro, 19 de febrero de 1970) es un exjugador, y entrenador de baloncesto montenegrino, actualmente entrena al Cedevita Olimpija.
https://cedevita.olimpija.com/en/home/

## Trayectoria como entrenador
- Khimik-OPZ Yuzhny (Ucrania): 2002-2007.
- Kryvbasbasket-Lux Kryvyi Rih (Ucrania): 2007–2011.
- Budivelnyk Kiev (Ucrania): 2011-2012.
- Khimik-OPZ Yuzhny (Ucrania): 2012-2013.
- Selección de baloncesto de Montenegro (Asistente): 2013.[1]
- Azovmash Mariupol: (2014)
- AS Mónaco Basket: (2015-2018)
- Selección de baloncesto de Montenegro: 2017-2019.
- ASVEL Lyon-Villeurbanne: (2018-2020)
- Bayern de Múnich: 2020
- AS Mónaco Basket: (2020-2022)

## Palmarés como entrenador
- 1 Liga de Ucrania campeón (2009)
- 1× Copa de Ucrania campeón (2012)
- 1× Liga Francesa  ProB campeón (2015)
- 1× Copa de Francia Leaders Cup campeón (2016)
- 1x Eurocup (2021)

## Distinciones individuales
- 2 veces entrenador del año de la Ukrainian Superleague.
- 3 veces Mejor entrenador de la de la LNB Pro A (2017, 2018 y 2021)